# Party Party Party
『Party Party Party』は、2024年11月20日にTEPPAN MUSICより発売されたベリーグッドマンの4枚目のミニアルバム。デジタル配信限定。

## 概要
「タンスの前でダンス」が11月15日の0:00に先行配信され、同時にMVが公開された。
「タンスの前でダンス」がRoverのコメントと共に11月19日〜11月25日の期間、全国のローソン店内でオンエアされた。
「祭りのあと」のMVがリリース当日20:00に公開された。
リリースを記念してリリース翌日の11月21日に音楽ラジオ配信アプリ『Stationhead』にてメンバー参加リスニングパーティーを開催した。
2025年2月26日発売のアルバム『サンキュー』の初回限定版に【DISC2】として収録された。

## 収録曲
| 全作詞・作曲: ベリーグッドマン。 |                        |                  |                  |                      |      |
| #                                | タイトル               | 作詞             | 作曲・編曲       | 編曲                 | 時間 |
| 1.                               | 「チョベリグ2」        | ベリーグッドマン | ベリーグッドマン | Rover・HiDEX         | 2:36 |
| 2.                               | 「TTM」                | ベリーグッドマン | ベリーグッドマン | YUTA（マエノミドリ） | 3:26 |
| 3.                               | 「タンスの前でダンス」 | ベリーグッドマン | ベリーグッドマン | Rover・HiDEX         | 1:03 |
| 4.                               | 「It's no money」      | ベリーグッドマン | ベリーグッドマン | HiDEX                | 3:17 |
| 5.                               | 「祭りのあと」         | ベリーグッドマン | ベリーグッドマン | HiDEX                | 3:12 |
| 合計時間:                        | 合計時間:              | 合計時間:        | 13:34            |                      |      |

## 楽曲解説
- 「チョベリグ2」は「チョベリグ」の第2弾としてリリースされたが、実際はボツになったチョベリグ2があり、実質チョベリグ3であるとリスニングパーティーで語っている。
- 「TTM」は『とにかく・タオルを・回したい』の略[7]。『SING SING SING 4』収録の「TTS」の第2弾として制作され、「TTS」同様にバックDJのMANA-Bがブリッジ部分を歌っている。
- 「タンスの前でダンス」のMVに出演しているのはダンサーのジョエル・ショウヘイ。
- 「It's no money」のRoverのパートでは自身の楽曲名を歌詞に取り入れている箇所がある。
  - 「ライオン」「コンパス」「Good Time」「ライトスタンド」「ファンファーレ」「夢物語」「ガッツポーズ」「Wonderful Days」※歌詞順[8]
- 「祭りのあと」での曲中のトランペットはRoverが演奏している。歌詞の始まりはデビュー曲「コンパス」と同じ『いつも通り君が元気で』となっており、10周年で甲子園ライブを達成したので、11周年の始めにデビュー曲を入れたかったとリスニングパーティーで語っている。

## ミュージックビデオ
- タンスの前でダンス（YouTube）
- 祭りのあと（YouTube）